# Slow Dancing in the Dark
Slow Dancing in the Dark (en español: «Danza lenta en la oscuridad») es una canción del cantautor japonés Joji. Es el segundo sencillo de su álbum de debut, Ballads 1.
La canción fue elegida como el BBC Radio 1 DJ Annie Mac's Hottest Record in the World el 18 de septiembre de 2018.

## Vídeo musical
El mismo día se lanzó un video musical de la canción dirigido por Jared Hogan. El vídeo muestra a Miller con un esmoquin blanco fumando un cigarrillo por las calles de la ciudad por la noche en una angustia emocional. Más adelante en el vídeo, se revela que es un sátiro con una flecha en la espalda. Tose sangre mientras esta tumbado en una pista de baile iluminada. Finalmente colapsa en un charco de sangre. El fotograma final se utiliza en la portada de la canción. El estilo visual del vídeo se ha comparado con el director David Fincher.

## Remixes
Un remix acústico de Slow dancing in the Dark fue lanzado como sencillo el 18 de octubre de 2018. El video cuenta con Miller cantando sobre un acompañamiento de piano solo tocado por la coproductora Carol Kuswanto.
Los remixes de la canción de Mr. Mitch y el Loud Luxury fueron lanzados el 9 de noviembre de 2018.

## Uso en medios de comunicación
El efecto de sonido ding de la canción en el microondas que aparece en su pre-estribillo ha dado lugar a un desafío de la plataforma de entretenimiento TikTok conocido como el «Microwave challenge» (en español: «Reto de microondas».

## Gráficos

### Gráficos semanales
| Gráfico (2018–2019)                  | Posición |
| ------------------------------------ | -------- |
| Canadá (Canadian Hot 100)            | 52       |
| New Zealand Hot Singles (RMNZ)       | 4        |
| US Billboard Hot 100                 | 69       |
| US Hot R&B/Hip-Hop Songs (Billboard) | 39       |

### Gráficos de fin de año
| Gráfico (2019)               | Posición |
| ---------------------------- | -------- |
| US Hot R&B Songs (Billboard) | 5        |

## Certificaciones
| País           | Organismo certificador | Certificación | Ventas certificadas | Ref.   |
| -------------- | ---------------------- | ------------- | ------------------- | ------ |
| Estados Unidos | RIAA                   | Platino X2    | 2,000,000.          | [ 13 ] |